# Benedicto I
Benedicto I (Roma, ¿?-30 de julio de 579) fue el papa 62.º de la Iglesia católica de 575 a 579.
Era hijo de un ciudadano romano llamado Bonifacio, conocido como Bonosus por los griegos.
Su elección como pontífice se demoró 11 meses tras la muerte de su antecesor Juan III debido a la invasión lombarda que impedía cualquier comunicación entre Roma y Constantinopla con lo que la preceptiva confirmación imperial de la elección papal no pudo llevarse a cabo en ese lapso de tiempo.
Es recordado por haber creado el estado de Massa Veneris, en el territorio de Minturnae, que se lo concedió al Abad Esteban de San Marcos. Extendió la influencia papal hasta Rávena.
Benedicto I murió el 30 de julio de 579 durante el cerco lombardo a Roma.